# Colocnema albifasciator
Colocnema albifasciator là một loài tò vò trong họ Ichneumonidae.